# ASASSN-21qj
ASASSN-21qj è una stella della costellazione della Poppa, nell'emisfero australe, simile al Sole e distante circa 1 810 anni luce dalla Terra.
La stella è stata messa sotto osservazione dal progetto All Sky Automated Survey for SuperNovae (ASAS-SN) a partire dal 9 febbraio 2012 e ha mostrato notevoli variazioni di luminosità. A partire da una magnitudine apparente, nella fase quiescente, pari a circa 13,4 per l'intero spettro visibile (banda V) e a 13,8 nel solo verde (banda g), ha subito vari cali di luminosità fino ad arrivare a una magnitudine nella banda g pari a 16 il 27 agosto 2021 e continuando a calare.
La stella ha poi successivamente riacquistato la sua luminosità. Tali variazioni sono state interpretate da uno studio pubblicato l'11 ottobre 2023 su Nature come dovuti allo scontro tra due pianeti ghiacciati in orbita attorno alla stella.